# Drosophila oenopota
Drosophila oenopota este o specie de muște din genul Drosophila, familia Drosophilidae. A fost descrisă pentru prima dată de Giovanni Antonio Scopoli în anul 1763. Conform Catalogue of Life specia Drosophila oenopota nu are subspecii cunoscute.